# 재판연구원
재판연구원(裁判硏究員, law clerk)은 일반적으로 사법부에서 법관을 보좌하여 판결 등 재판실무에 관여하는 법률가를 의미한다.

## 개념정의
사법부에서 법관을 보좌하여 재판실무에 관여하는 전문인력으로서의 법률가는 서양에서 law clerk(통칭 '로클럭'), judicial clerk, judicial assistant, assistant magistrate 등 다양한 표현으로 호칭되고 있으며, 국가별로 그러한 전문인력을 운용하는 방식도 역사적, 제도적 차이에 따라 매우 다르게 나타난다. 그러나 이처럼 사법작용을 보조하는 법률가들의 개념은 공통적으로 아래의 개념들과 명확히 구분된다.
- 법원서기(court clerk), 사무원(legal clerk) : 법원서기나 사무원(또는 보조원)은 전문적인 법학교육을 받지 않아 사건처리에 관여할 수는 없으나, 법률사무에 수반되는 속기, 송달, 집행 등 부수적 사무업무를 담당하는 패러리걸(paralegal)의 일종이다. 대한민국에서 법원서기는 법원조직법 제53조에 따라 법원공무원으로 선발되는 '법원직원' 중 '참여관(clerk of court)', '속기사(court reporter)' 등에 해당하고, 사무원은 변호사법 제22조 제1항에 따른 '사무직원(staff)'에 해당한다.

- 간이판사(Rechtspfleger) : 간이판사(또는 부판사)는 변호사의 자격과 무관하게 법원공무원 등으로 장기간 근무하여 사건처리에 대해 부분적, 제한적인 전문성이 인정되는 인력을 제한된 사건범위에 대해서만 관할권을 지닌 법관으로 임용하는 것이다. 이는 법관을 정식으로 증원하지 않은 채 업무를 분산시키려는 취지의 제도로써 독일, 오스트리아 등에서만 제한적으로 발견된다[1]. 대한민국에서 간이판사는 법원조직법 제54조 제1항에 따른 '사법보좌관(judicial assitant officer)'에 해당하는데, 이는 독일의 Rechtspfleger 제도를 상당부분 그대로 계수한 것이다.

- 전문가증언(Amicus curiae) : 의료, 과학기술 등 고도의 전문적 분야에 대한 재판에 전문가를 참여시키는 제도로서 법정조언자 제도라고도 불린다. 증언을 하는 전문가들은 심리 및 판결에 이르는 법관(재판부)의 업무에 관여하지는 않으나, 참고인으로서 법정에 증거를 제출하여 법관으로 하여금 이를 판결에 인용하거나 참고하도록 할 수 있다. 대한민국에서 전문가증언 제도는 민사소송법 제134조 제2항 이하의 참고인 및 제164조의2 제1항의 '전문심리위원(professional examiners)'에 해당한다.

- 참심제(lay judge) : 참심제는 변호사의 자격이 없는 일반시민을 법관에 준하여 법관의 사건처리 및 판결에 참여시키는 대륙법계의 제도다. 이는 배심제(jury)에서 한 발 더 나아가서 판결에 민주적 참여를 고취시키는 장점이 있으나 동시에 아무런 자격이 없는 일반인이 사법작용을 오용하거나 판결에 편파적으로 영향을 끼칠 수 있다는 단점이 있다. 대한민국에서는 헌법 제103조의 해석상 심판에 법관만 관여할 수 있으므로 참심제를 시행하지 않고, 단지 제한적인 배심제도로서 국민의 형사재판 참여에 관한 법률에 따라 형사재판에 한하여 국민참여재판제도를 운용하고 있다.

## 해외사례
재판연구원 제도의 국가별 운용사례들은 비교법적으로 크게 아래의 3가지 모델로 분류하여 살펴볼 수 있다.
1. 인턴십(Internship) 모델 : 변호사 자격을 갓 취득한 젊은 법률가들이 법원에서 약 1~5년의 한정된 임기 동안 마치 인턴처럼 법관을 보좌하며 그 옆에서 법관의 업무와 법률실무를 배우는 형태다. 이는 변호사로서의 실무교육을 충실히 한다는 측면과 법관의 사건처리를 보조한다는 측면이 병존하는 것으로, 주로 법학전문대학원 졸업 후 실무수습에 따른 교육을 예정하고 있는 미국, 영국, 캐나다와 같은 영미법계 국가들에서 유래되었다. 이러한 모델은 추후 핀란드, 아일랜드, 오스트리아, 남아프리카공화국 등으로 전파되었다.
2. 필경사(Scribes) 모델 : 법관을 보좌하는 전문인력이면서도, 임기에 제한이 없이 자체적인 승진 등이 예정되어 있는 형태다. 오직 제한된 기록업무만을 담당하는 현대의 법원서기들과 달리, 로마법 이래 서양의 전통적인 필경사들은 법관에게 조언하거나 판결문을 집필하는 등으로 판결에 실질적으로 관여를 해왔다. 이러한 전통에 영향을 받은 스위스, 네덜란드는 최고법원에 정년까지 근무하며 사건의 처리방향을 검토하거나 판결문 초안을 작성하는 등 판결에 간접적으로 관여할 수 있는 보좌인력들을 두고 있다.
3. 파견법관(Seconded judges) 모델 : 하급법원 법관들을 약 수 년간의 한정된 임기 동안 상급법원에 파견시켜 상급법원 법관들을 보좌하도록 하는 형태다. 하급법원에서 법관으로 근무한 경험은 상급법원의 사건처리에 도움이 될 수 있고, 하급법원 법관들은 인턴십 모델의 인턴들에 비해 더 숙련된 자원이라는 점에서 상급법원의 사건처리에 긍정적인 영향을 끼칠 수 있다. 이러한 모델은 독일, 스페인, 슬로베니아 등에서 발견되는데, 이는 파견법관 모델이 법관을 법률가들의 최종적인 정착지로 여기는 영미법계와 달리, 법관들이 어린 나이에 임용되어 사법부 내에서 승진을 쫓는 전통과 밀접한 관련이 있음을 의미한다. 뛰어난 경력을 쌓은 연륜있는 법률가가 법관으로 임용되는 체제 하에서, 한 명의 독립된 법관이 다른 법관을 보좌하는 상황은 상상하기 어려운 것이다.

위와 같은 3가지 모델의 재판연구원 제도는 개별 법관에게 재판연구원이 직접 채용 또는 소속되는 형태와, 재판연구원들이 일종의 조(pool)를 이루어 재판부 또는 법원 전체에 대해 조언을 하는 형태로 다시 나누어 볼 수 있다. 전자의 예로는 미국을, 후자의 예로는 스위스를 들 수 있다.

## 대한민국
대한민국의 사법부에서 서양의 Law clerk 제도에 속하는 것으로 볼 수 있는 법률가는 아래의 3가지가 있다.

### 재판연구원
재판연구원(裁判硏究員, Law clerk)은 법원조직법 제53조의2, 재판연구원규칙에 따라 최장 3년의 임기 동안 지방법원, 고등법원 등 각급 법원에서 근무하며 각 접수된 사건에 대해 검토보고서(memo)를 작성하는 등 법관들의 판결을 보좌하는 전문임기제 국가공무원이다. 재판연구원은 그 영문명칭을 정확히 Law clerk으로 정할 정도로 미국의 로클럭 제도를 직접적으로 계수한 제도로서, 사법연수원을 갓 수료한 젊은 법률가를 어린 나이에 법관으로 임용하는 기존 제도를 폐지하고 영미법계와 같이 3~10년의 경력을 지닌 법률가를 법관으로 임용하도록 하는 '법조일원화' 제도와 함께 2011년경 대한민국에 도입되었다. 대한민국의 재판연구원 제도는 앞서 살펴본 '인턴십' 모델의 전형적인 형태라고 할 수 있다. 다만 각각의 개별 법관이 개인적으로 로클럭을 채용하는 미국과 달리, 대한민국의 재판연구원은 각 고등법원 단위로 일괄적으로 채용되어 그 채용성적 등에 따라 배치된다.

### 재판연구관
재판연구관(裁判硏究官, Judge at Research division / Judicial researcher)은 법원조직법 제24조 제3항에 따라 최장 3년의 기간 동안 대한민국 대법원에서 하급법원 판사들을 파견받거나, 법원조직법 제24조 제4항, 판사가 아닌 재판연구관에 관한 규칙에 따라 자체적으로 판사가 아닌 법률전문가를 별정직 또는 전문임기제 국가공무원으로 채용하여 대법관의 판결을 보좌하도록 하는 제도이다. 제3항에 따른 재판연구관들은 앞서 살펴본 '파견판사' 모델의 전형적인 형태이나, 제4항에 따른 재판연구관들은 변호사의 자격 자체를 요구하지 않는 등 '인턴십' 모델에 가깝다. 이들은 대법원에서 일괄적으로 임명되어 자체적으로 조를 이루거나 각 대법관에게 배속된다. 2022년 기준으로 파견판사 모델의 재판연구관 제도는 법조일원화 도입에 따라 젊은 나이에 임용된 판사들을 '법원장(일명 '고등부장')'으로 승진시키는 유인이 폐지된 탓에 인력수급에 상당한 위기를 겪는 것으로 알려져 있다. 사법부의 조직 형태를 영미법계처럼 경륜있는 판사를 임용하되 승진제도 등을 폐지하는 형태로 재편하는 과정에서 파견판사 모델의 재판연구관 제도가 불협화음을 내고 있는 셈이다.

### 헌법연구관
헌법연구관(憲法硏究官, Rapporteur Judge)은 헌법재판소법 제19조에 따라 대한민국 헌법재판소에서 연구보고서 및 결정문 초안 등을 작성함으로써 재판관들의 판결을 보좌하는 특정직 국가공무원이다. 헌법연구관은 헌법재판소법 제19조 제4항에 따라 임용되는 일명 '자체'연구관과 제19조 제9항에 따라 법원, 검찰에서 현직 법관, 검사를 파견 받는 '파견'연구관으로 이뤄져 있다. 자체연구관은 법률가로서 약 3년 이상의 경력을 지닌 사람들이 임용되는 점, 임기가 10년이고 여러 차례 연임하여 60세의 정년까지 근무할 수 있는 점, 하급법원 법관(판사)들과 보수 등 처우가 동등하다는 점 등을 감안할 때 앞서 살펴본 '필경사' 모델의 전형적인 형태라고 할 수 있다. 반면 파견연구관은 현직 법관이나 검사가 파견되는 것은 사실이나 이들이 헌법재판소 내에서 채용 및 승진이 이루어지는 것은 아니라는 점을 감안할 때 '인턴십' 모델에 가깝다고 볼 수 있다.

## 같이 보기
- 대한민국 사법부
- 대한민국 법원
- 대한민국 대법원
- 대한민국 헌법재판소
- 헌법연구관
- 법률가
- 임상 실습(clinical clerkship)
- 법원 서기(court clerk)
- 법률사무 보조원(paralegal)